# Коморники (Підляське воєводство)
Коморники (пол. Komorniki) — село в Польщі, у гміні Барглув-Косьцельний Августівського повіту Підляського воєводства.
Населення — 71 особа (2011).
У 1975-1998 роках село належало до Сувальського воєводства.

## Демографія
Демографічна структура станом на 31 березня 2011 року:
|          | Загалом | Допрацездатний вік | Працездатний вік | Постпрацездатний вік |
| -------- | ------- | ------------------ | ---------------- | -------------------- |
| Чоловіки | 33      | 9                  | 21               | 3                    |
| Жінки    | 38      | 12                 | 16               | 10                   |
| Разом    | 71      | 21                 | 37               | 13                   |